# Powiat Judenburg
Powiat Judenburg (niem. Bezirk Judenburg) – dawny powiat w Austrii, w kraju związkowym Styria. Siedziba znajdowała się w Judenburgu.
W 2012 roku powiat został zlikwidowany i wraz z powiatem Knittelfeld wszedł w skład nowo utworzonego powiatu Murtal.

## Geografia
Powiat leżał w Alpach Centralnych - na południu w Alpach Lavanttalskich, centrum w Alpach Seetalskich, na północy w Niskich i Rottenmańskich Taurach.
Największymi rzekami w powiecie były Mur, Pöls i Lavant.
Powiat graniczył z powiatami: na północy Liezen, na północnym wschodzie Leoben, na wschodzie Knittelfeld, na południowym zachodzie Voitsberg, na wschodzie Powiat Murau, na południu Wolfsberg i na południowym wschodzie Sankt Veit (dwa ostatnie w Karyntii).

## Demografia
| Rok  | Liczba mieszkańców |
| ---- | ------------------ |
| 1981 | 52 640             |
| 1991 | 50 112             |
| 2001 | 48 218             |

## Miasta i gminy
Powiat podzielony jest na 24 gminy, wliczając w to 2 miasta i 4 gminy targowe.
| Miasta 1. Judenburg 2. Zeltweg Gminy targowe 1. Obdach 2. Pöls 3. Unzmarkt-Frauenburg 4. Weißkirchen in Steiermark | Gminy 1. Amering 2. Bretstein 3. Eppenstein 4. Fohnsdorf 5. Hohentauern 6. Maria Buch-Feistritz 7. Oberkurzheim 8. Oberweg 9. Oberzeiring 10. Pusterwald 11. Reifling 12. Reisstraße 13. Sankt Anna am Lavantegg 14. Sankt Georgen ob Judenburg 15. Sankt Johann am Tauern 16. Sankt Oswald-Möderbrugg 17. Sankt Peter ob Judenburg 18. Sankt Wolfgang-Kienberg |

## Transport
Przez powiat przebiegała droga ekspresowa S36, drogi krajowe: B75, B78, B96, B114 oraz linia kolejowa Wiedeń-Klagenfurt an der Wörthersee i odchodząca od niej Zeltweg-Bleiburg.